# Золотистый длиннозубый уж
Золотистый длиннозубый уж (лат. Rhabdophis chrysargoides) — вид змей рода длиннозубых ужей из семейства ужеобразных, обитающий в Азии.

## Описание
Общая длина достигает 1,2 м. Голова большая, отграничена от туловища шейным перехватом. Зрачок круглый. Окрас зелёный в передней части туловища, далее переходит в жёлтый или тёмно-коричневый в задней части. Встречаются расцветки, когда передняя часть туловища жёлтого или красного цвета, а задняя — коричневого. У молодых особей на шее располагается ярко-жёлтое кольцо.

## Образ жизни
Населяет места возле водоёмов или влажные места. Это наземная змея, активная днём и в сумерках. Встречается на высоте до 1600 м над уровнем моря. Питается лягушками и рыбой, иногда потребляет мелких грызунов, ящериц, птиц и их яйца.

## Размножение
Это яйцекладущая змея.

## Распространение
Ареал охватывает следующие страны: Таиланд, Мьянма, Лаос, Вьетнам, Камбоджа, Малайзия, Индонезия, юг Китая и Филиппины.